# Charles Crodel

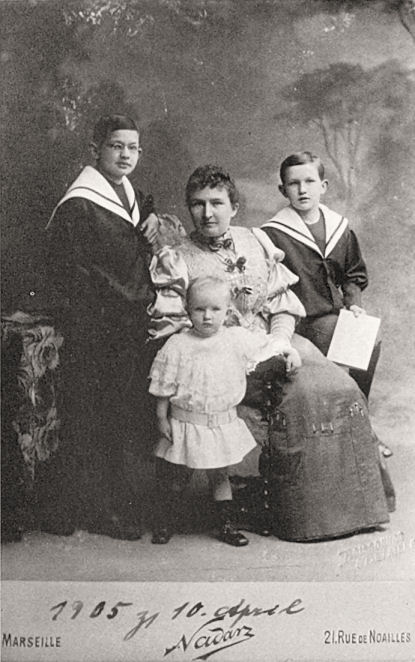
Charles Crodel mit Zeichenblock zusammen mit seiner Mutter und seinen Brüdern Heinrich und Richard, Marseille 1905 (Aufnahme: Nadar, Marseille)

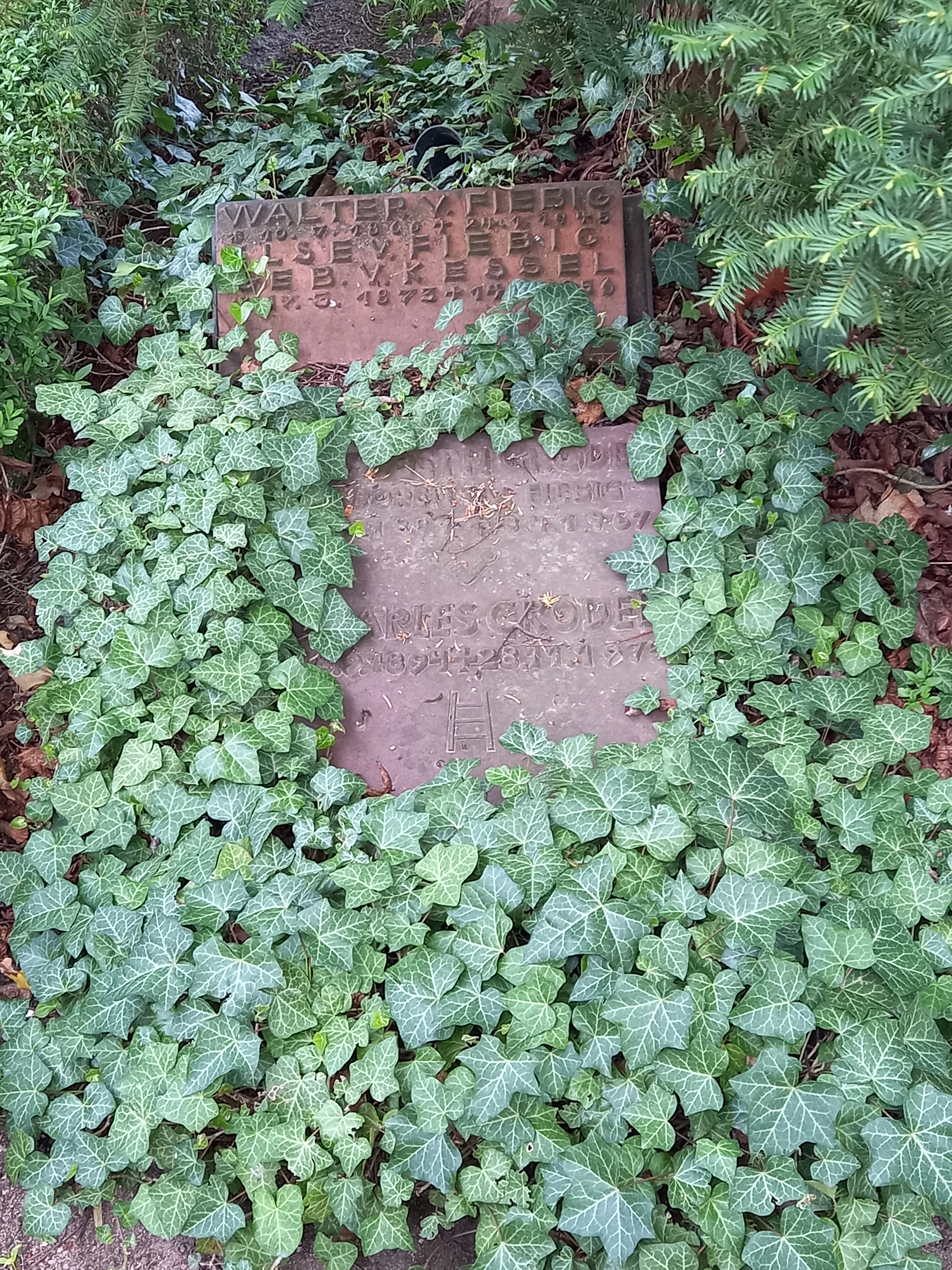
Das Grab von Charles Crodel und seiner Ehefrau Elisabeth geborene von Fiebig im Familiengrab Fiebig auf dem Friedhof Kröllwitz in Halle

Carl Fritz David „Charles“ Crodel (* 16. September 1894 in Marseille; † 28. November 1973 in München) war ein deutscher Maler.
Crodel wurde mit großflächigen Wandmalereien und anderen Kunstwerken der Raumgestaltung bekannt. Er fertigte zudem Holzschnitte und Grafiken an und war ein in profaner und sakraler Architektur wirkender Glasmaler. Darüber hinaus schuf er Muster für textile und andere Angewandte Kunst. In der Zeit des Nationalsozialismus wurden zahlreiche seiner malerischen Werke der sogenannten entarteten Kunst zugerechnet und exemplarisch bereits 1933 zerstört. Crodel unterrichtete als Hochschullehrer bildende und angewandte Kunst.

## Leben und Werk

### Leben
Carl Fritz David Crodel, genannt Charles Crodel, wuchs in Marseille, Chemin du Roucas Blanc, als Sohn des Großkaufmanns und dortigen deutschen Konsuls Carl Richard Crodel († 1914) und seiner Ehefrau Marie geb. Mengert auf. Seine Brüder waren Heinrich (1897–1945) und Richard Crodel (1903–1944). Crodel erlebte 1914 die Eröffnung der Ausstellung Ernst Ludwig Kirchner durch Botho Graef. Nach dem Schulabschluss in Jena 1914 studierte er im Zeichen des Deutschen Werkbundes bei Richard Riemerschmid an der Kunstgewerbeschule in München, schuf dort erste Glasmalereien und Glasmosaik und wohnte in Schwabing.
Zu seinen Vorfahren gehören der Pädagoge Marcus Crodel (* um 1487 in Weimar; † 1549 in Torgau) und die Mitglieder der Malerfamilie Krodel aus dem Umkreis von Lucas Cranach d. Ä. Sein Onkel Paul Eduard Crodel (1862–1928), genannt Schnee-und-Regen-Crodel, wurde an der Großherzoglichen Kunstschule in Weimar ausgebildet und war ein Mitbegründer der Münchener Secession und dem jungen Crodel ein Vorbild.

#### Jena und Berlin
Der Jenaer Kunstpädagoge Christoph Natter machte ihn mit der Malerin Elisabeth von Fiebig bekannt, die Crodel 1918 heiratete. Seit 1915 war Crodel an der Universität Jena in den Fächern Klassische Archäologie sowie Kunstgeschichte eingeschrieben, sein Studium konnte er jedoch erst nach Rückkehr aus dem Ersten Weltkrieg aufnehmen. Er war befreundet mit dem Archäologen Herbert Koch, mit Justus Bier und Erich Schott und war unter dem Vorsitz von Koch 1920 bis 1928 Vorstandsmitglied des Jenaer Kunstvereins. Zur Vorbereitung der Ausstellung Ernst Ludwig Kirchner verfasste Crodel 1919/20 zusammen mit Elisabeth Crodel das graphische Verzeichnis von Kirchners Botho Graef Gedächtnis-Stiftung und begann seine eigene Druckwerkstatt einzurichten. Wie die Absolventen des Weimarer Bauhauses erwarb Crodel 1921 nach einer Lehrzeit in der von Ernst Haeckel aufgebauten naturwissenschaftlichen Druckerei Giltsch in Jena den Gesellenbrief im Lithographen- und Druckereihandwerk bei der Handwerkskammer Weimar und druckte für seinen Freund Gerhard Marcks. So fand Crodel zunächst mit seinen Holzschnitten, darunter dem Doppelporträt Herbert Kochs und Wilhelm Worringers von 1922,  und mit technisch anspruchsvollen Lithografien und Aquarellen Anerkennung.
Anfang der 1920er Jahre steuerte er zu der durch Rosa Schapire in Hamburg herausgegebenen Kunstzeitschrift Kündung ein Sonderheft und weitere Holzschnitte bei; 1920 nahm er an der Darmstädter Ausstellung Deutscher Expressionismus teil, stellte bei Ludwig und Rosy Fischer in Frankfurt/Main aus. 1923 wurden Werke Crodels schließlich durch das Kupferstichkabinett der Berliner Nationalgalerie und das Kupferstichkabinett der Französischen Nationalbibliothek in Paris erworben. Aufgrund der von Crodel in der Berliner Secession 1923 gezeigten Bilder nahm der Berliner Galerist Ferdinand Möller den Kontakt auf. Crodels Bildsprache ging mit den Entwicklungen mit: It's tempting to compare these compositions with Carl Crodel's woodcut Bend In The Road (drawn the same year as Caligari, by the way), which also works with a simple line to mark a path, bisecting an empty town.

##### Wandmalerei
Im Frühjahr 1925 reiste Herbert Koch zusammen mit dem Ehepaar Crodel von Jena aus nach Griechenland. Ziel waren die Fundstätten griechischer Enkaustik, darunter die Ausgrabungen von Demetrias. So begann das Ehepaar Crodel mit der praktischen Rekonstruktion der Heißmaltechnik und den Techniken der römisch-campanischen Wandmalerei, die dann in Halle in Crodels Lehre eingingen.
Zu den frühen Wandmalereien zählen das Wandbild in der Universität Jena: (Griechenland und die Vertreibung der Türken von der Athenischen Burg, zum Gedenken an Laskarina Bouboulina (1771–1825) und die Griechische Revolution, dementsprechend 1925 vollendet), dem Wohnhaus Fritz-Krieger-Straße 4 in Jena (seit 1928 Schlossmuseum Weimar) sowie 1925 dem Hospital am Schottenring in Erfurt.
Die Erfurter Ausstellung zu Crodels Werk führte zur später in Frankfurt am Main fortgeführten Zusammenarbeit mit dem Maler-Architekten Theo Kellner. In Halle wirkte Crodel zusammen mit Friedrich Zollinger am Projekt der Stadthalle Merseburg. Später kam die Zusammenarbeit mit Ernst Neufert für die Vereinigten Lausitzer Glaswerke und Erich Schott in Mainz hinzu.

##### Bauhauszusammenarbeit
Die von Crodel für den Jenaer Kunstverein eingerichteten Ausstellungen, seine Besuche in den keramischen Werkstätten des Bauhauses auf der Dornburg – festgehalten z. B. in seinem Holzschnitt von 1921: Die Dornburger Keramikwerkstatt des Weimarer Bauhauses – der Eindruck seiner eigenen Ausstellungen in Erfurt, Jena und Weimar führte zu dauerhafter Zusammenarbeit mit Bauhausschülern wie den Keramikern Werner Burri, Thoma Grote und Marguerite Friedlaender, den Architekten Theo Kellner und Ernst Neufert sowie mit Wilhelm Wagenfeld in der Glasindustrie. Rudolf Baschant (Tiefdruck) und Walter Herzger (Flachdruck) wurden in Halle Druckassistenten Crodels. Crodels Tagebuch ist eine Quelle zur Geschichte des Weimarer Bauhauses.

#### Halle und Berlin
Im Anschluss an einen gemeinsamen Parisaufenthalt 1926 mit Gerhard Marcks und dem Besuch der Académie de la Grande Chaumière berief die Stadt Halle Crodel Anfang 1927 als Lehrer für Malerei und Graphik an die Kunstgewerbeschule Burg Giebichenstein. Dort baute Crodel die Werkstätten für Wandmalerei und die Graphikwerkstätten für Radierung mit den Bauhausschülern Rudolf Baschant und Lithografie mit Walter Herzger als Mitarbeitern auf. Aktzeichenunterricht und Vorlesungen über Kunstgeschichte ergänzten seinen Unterricht. Während seines Aufenthaltes in Barcelona 1930 erhielt er den Albrecht-Dürer-Preis der Stadt Nürnberg. Ein besonderes Anliegen war Crodel die Fortschreibung der Traditionen der Moderne. So entstanden in Fortführung von Motiven Karl Friedrich Schinkels Wandbilder für den neuen Kursaalanbau in Bad Lauchstädt und die Bühnenwand des Goethe-Theaters, Wandbilder für die Universität Halle (1928 die Improvisationen über Leben und Tod mit Motiven des Ersten Weltkrieges und aus dem Werk des Francisco de Goya in der Burse zur Tulpe und 1931 der Wettlauf der Atalante und des Hippomenes im Gymnastiksaal in der Moritzburg (Halle (Saale)) (1931), heute die in den Neubau eingebundene „Crodel-Halle“), die Ausmalung des neuen Standesamtes der Stadt Halle und neben zahlreichen Privataufträgen vollendete Crodel den 100 m² großen Karton für das Deckenbild der geplanten Stadthalle Magdeburg und den Karton für das Musikzimmer der Burse zur Tulpe (Halle) für die Juryfreien Kunstausstellung in Berlin und ein Wandbild auf der Deutschen Bauausstellung 1931. In diesem Jahr erhielt Crodel den Villa-Romana-Preis und war in Florenz.

##### Freundschaft mit Gerhard Marcks
Wechselseitige Patenschaften, gemeinsame Werkausstellungen, wechselseitiger Werkbesitz und Gemeinschaftsarbeiten reichen von Beginn der Freundschaft bis zum Tode Crodels. Crodel bemalte die „Griechinnen“, Marcks saß für Crodels Wandbild „Wettlauf der Atalante“ Modell. Crodels „Improvisationen über Leben und Tod“ bildeten zusammen mit dem „Wandler“ von Marcks eine kompositorische Einheit. Das Haus von Gerhard Marcks im Darß schmückte ein Farbglasfenster von Crodel.
Doppelporträts von Crodel und Marcks finden sich im Fensterwerk der Katharinenkirche in Frankfurt und begleiten das gemeinsame Wirken in der Kartäuserkirche St. Barbara in Köln 1953 bis 1959, in der Kaiser-Friedrich-Gedächtniskirche der Interbau Berlin 1957 und der Nikolaikirche Heilbronn mit Paramenten von Crodel und einem Kruzifix von Marcks.

##### Zusammenarbeit mit Manufakturen
Crodel nahm gleich nach dem Wechsel von Günther von Pechmann 1929 von München nach Berlin den 1928 in München vorbereiteten Kontakt mit der Königlichen Porzellan-Manufaktur auf. Zusammen mit Hermann Harkort als Leiter der Steingutfabriken Velten-Vordamm führte Crodel mit den von Thoma Grote dazu entwickelten farbigen Glasuren eigenhändig bemalte Kamine aus, auch exemplarisch in Verbindung mit Wandmalerei – so für das Wohnhaus Crodel und die Ausstellung „Maler und Bildhauer am Bau“, Berlin 1931. Die Wandkamine mit farbiger Schamott-Malerei waren für den Export in die USA bestimmt. In Zusammenarbeit mit Günther von Pechmann und dessen Nachfolger Nicola Moufang wirkte Crodel wie Marguerite Friedlaender für die Staatliche Porzellanmanufaktur Berlin, führte Porzellankamine aus, bemalte traditionelles und veredelte technisches Porzellan. Erneuerungsarbeiten am Merseburger Dom führten zur Auseinandersetzung mit der monumentalen Glasmalerei.

#### Bildersturm
Bereits 1930 wurden im Weimarer Schlossmuseum Werke von Barlach, Crodel, Dexel, Feininger, Kandinsky, Kirchner, Klee, Kokoschka, Lehmbruck, Marc, Marcks, Minne, Moltzahn, Schlemmer, Schmidt-Rottluff magaziniert „also entscheidende deutsche Kunst der Gegenwart“.
Crodel wurde bereits in der Frühzeit des Nationalsozialismus am 28. März 1933 aus dem Lehramt und als Werkstättenleiter entlassen. Er gab danach bis 1938 in einem Privatzirkel in der Wohnung des von den Nazis diskriminierten Kunsthistorikers Paul Frankl weiter Unterricht.
Am 30. Mai 1933 wurden Crodels Monumentalarbeiten für das Kurtheater und die Kuranlagen in Bad Lauchstädt, die er eben erst zum Goethe-Jahr 1932 im Rahmen der vom Provinzialkonservator geleiteten Erneuerung der Kuranlagen durch die Kunstgewerbeschule Burg Giebichenstein unter Leitung des Architekten Hans Wittwer geschaffen hatte, auf Anordnung des nationalsozialistischen Landeshauptmanns Kurt Otto öffentlich verbrannt und vollständig zerstört. Dazu sagte der Landeshauptmann vor dem Provinziallandtag:

„Es wird alles geschehen, um im Bereiche der Provinzialverwaltung die häßlichen Spuren zu tilgen, die hier und da die jüdisch irre geleitete sogenannte moderne Kunstrichtung hinterlassen hat. Mit Empörung habe ich in dem altehrwürdigen Goethetheater in Lauchstädt feststellen müssen, daß dieser durch unsern großen deutschen Dichter geheiligte Raum in abscheulicher Weise durch Schmierereien verschandelt worden ist, die mit Kunst nichts zu tun haben. Ich habe angeordnet, daß die Kulturschande sofort ausgelöscht wird. Die Arbeiten sind bereits im Gange. Die Bühnenumrahmung des Goethetheaters wird in der Form wiederhergestellt werden, die ihr Goethe gegeben hat. Erblicken Sie in diesem Akt der Wiederherstellung des ursprünglichen Zustandes dieses geheiligten Raumes das Sinnbild dafür, daß der Nationalsozialismus alles Artfremde und Schlechte aus den Kulturstätten des deutschen Volkes restlos austilgt.“

Von nun an stand Crodels Werk im Zentrum der Kunstauseinandersetzungen in Berlin und Halle. Und auch Crodels Wandbild im Schlossmuseum Weimar wurde seither nicht mehr gesehen.
Im Juli 1933 folgte die Zerstörung der Wandmalereien der Crodel-Klasse in der Margaretenkapelle der Burg Giebichenstein sowie die Verbrennung der Arbeiten der beiden Druckwerkstätten auf dem Hof der Burg Giebichenstein. Seinen Zeichenunterricht führt er in der Privatwohnung von Paul Frankl bis zu dessen Emigration 1938 fort.
Crodel fuhr daraufhin 1933 nach Norwegen zu Edvard Munch, mit dem er als Vorstandsmitglied des Jenaer Kunstvereins korrespondiert hatte, und diskutierte mit ihm die Situation der Kunst im Deutschen Reich. Ein Atelier-Besuch bei Max Liebermann folgte.
Abermals kam es im Frühjahr 1936 zur Zerstörung der Wandmalereien in der Moritzburg (heute: Crodel-Halle) und der Burse zur Tulpe.
Übersicht über die Zerstörungen 1933 und 1936
- 30. Mai 1933 Verbrennung des Bühnenbogens und Übertünchung der flankierenden Bühnenwand des Goethe-Theaters in Bad Lauchstädt von 1932 (Fresco-Secco)[35]
- Juli 1933 Übertünchung der Wandmalerei des Kleinen Saals des Kurhauses in Bad Lauchstädt von 1932 (pompejanische Wachstechnik)
- Juli 1933 Vernichtung der Wandmalereien der Crodel-Klasse in der Margarethenkapelle der Burg Giebichenstein und Verbrennung der Werkstattarbeiten der beiden Druckereien der Kunstgewerbeschule (Lithographie und Radierung)
- Sommer 1933 Übertünchung der Wandmalerei im Warteraum des Neubaus Standesamt Halle Süd, Ribeckplatz 3 vom Herbst 1929 (Fresco-Secco)
- Frühjahr 1936 Übertünchung der Wandmalerei im Musikzimmer des Neubaus der Burse zur Tulpe der Universität Halle von 1930 (Fresco-Secco), Improvisationen über Leben und Tod in Zusammenarbeit mit Gerhard Marcks[31]
- Frühjahr 1936 Übertünchung des Wandbildes Wettlauf der Atalante, Saal des Institutes für Leibesübungen der Universität Halle in der Moritzburg (heute Crodel-Halle im Kunstmuseum Moritzburg Halle (Saale)), entstanden 1931 (Fresco-Secco).[36]

Bis zur Zerstörungswelle von 1936 (Vernichtung der Wandmalereien in der Universität Halle) war Crodel mit drei Werken in der Neuen Abteilung der Nationalgalerie Berlin im Kronprinzenpalais vertreten.
Diese Vorgänge haben das Engagement der Galerie  Ferdinand Möller in Verbindung mit Otto Andreas Schreiber für die klassische Moderne zum Hintergrund. Als Antwort auf Crodels Ausstellungen:
- 1933: Magdeburg, Haus des Kunstvereins, und Saarbrücken, Heimatmuseum („Deutscher Künstlerbund. Erste Ausstellung“)
- 1933: Berlin, Galerie Ferdinand Möller („30 Deutsche Künstler“)
- 1933: Hannover, Künstlerhaus (101. „Große Frühjahrsausstellung“ des Kunstvereins Hannover)

kam es zu den im Sommer im Zuge der Bücherverbrennung einhergehenden Vernichtungen in Bad Lauchstädt und Halle/Saale. Daraufhin wandte sich Schreiber gegen die „“dreihundert Greise„“ des Kampfbundes um Alfred Rosenberg, „die in einem von der Jugend getragenen Staat darüber zu bestimmen beginnen, welche Kunstwerke abgekratzt und welche Kunstwerke verbrannt werden sollen.“
Der gleiche Vernichtungsvorgang wiederholte sich noch einmal 1936 in Halle/Saale als Antwort auf die Ausstellungen:
- 1934 Hannover, Künstlerhaus (102. „Große Frühjahrsausstellung“ des Kunstvereins Hannover)
- 1936: Hamburg („Malerei und Plastik in Deutschland“)[40]
- 1936 Berlin Galerie Ferdinand Möller „30 Deutsche Künstler“.[41]

Aktion „Entartete Kunst“ 1937
1937 wurde im Rahmen der deutschlandweiten konzertierten Aktion „Entartete Kunst“ aus dem Kronprinzen-Palais der Nationalgalerie Berlin, dem Museum für Kunst und Heimatgeschichte Erfurt, den Kunstsammlungen der Universität Göttingen, dem Schlossmuseum Weimar und dem Museum Behnhaus Lübeck eine große Anzahl von Bildern Crodels beschlagnahmt. Sie gingen 1940 zur „Verwertung“ auf dem Kunstmarkt an den Kunsthändler Bernhard A. Böhmer. Ihr Verbleib ist bis auf eine Ausnahme ungeklärt.

#### Neue Arbeitsfelder
Infolge der Werkzerstörung und Entlassung 1933 suchte sich Crodel neue Arbeitsmöglichkeiten in Zusammenarbeit mit Kirche, Post und Industrie. Nach seinen Entwürfen führte seine Ehefrau Elisabeth Crodel gestickte Bildteppiche aus. In Zusammenarbeit mit den Vereinigten Werkstätten für Mosaik und Glasmalerei Puhl & Wagner in Berlin entstanden Mosaiken, Glasschliffe und Glasmalereien z. B. für das von Hans Scharoun erbaute Privathaus des Galeristen Ferdinand Möller, das Landhaus von Gerhard Marcks oder Werksbauten von Ernst Neufert für die Vereinigten Lausitzer Glaswerke (VLG). Dort wirkte Crodel als Maler und Dekordesigner mit Wilhelm Wagenfeld zusammen sowie in Berlin weiterhin mit der Staatlichen Porzellanmanufaktur Berlin, für die Crodel baugebundene Arbeiten schuf. Durch die Zusammenarbeit mit den von Hedwig Bollhagen gegründeten HB-Werkstätten für Keramik wurde diesen der Zugang zu baukeramischen Aufträgen eröffnet. Dies führte bei den Werkstätten und den Vereinigten Lausitzer Glaswerken zu einer Wertschätzung der Industrieware als künstlerische Leistung, wie Wilhelm Wagenfeld Januar 1938 festhielt:

„Museen veranstalten oft Ausstellungen, in denen den Besuchern vorbildliche Industrieerzeugnisse gezeigt werden. Außerdem können die VLG-Gläser auch als künstlerische Leistungen hervorgehoben werden, wo das Einzelstück gezeigt werden soll. Mit Erfolg haben wir den Museen hierfür die Crodel-Gläser und die geschliffenen Einzelstücke der Versuchswerkstatt angeboten. Einzelne Gläser wie die von Crodel sind für uns Eintrittskarten zur Beteiligung an Museums-Ausstellungen. Sie fallen außerdem auf durch ihre Gegensätzlichkeit zu den übrigen VLG-Gläsern und tragen deshalb sehr viel bei zu einem lebendigen Gesamtbild unserer Bestrebungen.“

#### Dresden, Berlin, Halle
Nach dem Ende des NS-Staats wurde Crodel im September 1945 von Will Grohmann an die Hochschule für angewandte Kunst in Dresden berufen. Dezember 1945 berief ihn die Kunstschule Burg Giebichenstein in Halle.
Zum April 1948 richtete die Hochschule für Bildende Künste in Berlin den „Lehrstuhl Crodel“ ein.
Im Juni 1951 erhielt Crodels Entwurf für den Kölner Dom den ersten Preis. Bis 1951 lehrte Crodel in Halle, zuletzt als Professor des Instituts Burg Giebichenstein der Universität Halle-Wittenberg. Seine Lehrtätigkeit insbesondere in Halle 1927 bis 1951 prägte die Hallesche Schule. 1949 schrieb Fritz Löffler: „In Halle reifen eine Reihe beachtenswerter Talente, die aus der Schule Giebichenstein hervorwuchsen. Crodel als Schulhaupt ist eine dekorative Begabung, der einen großen Reichtum an Phantasie sein eigen nennt.“ Dieser Neubeginn spiegelt sich auch in Crodels Zusammenarbeit mit dem Erfurter Angermuseum, in dem er u. a. 1948 eine Einzelausstellung hatte. Crodel, der u. a. in Dresden 1946 auf der Allgemeinen Deutsche Kunstausstellung und 1949 auf der folgenden 2. Deutschen Kunstausstellung vertreten war, gehörte im Januar 1951 an erster Stelle zu den Künstlern, die das Mitglied der Sowjetischen Kontrollkommission Wladimir Semjonow in einem wegweisenden Artikel der Täglichen Rundschau namentlich als „formalistische“ bezeichnete: „In seinen Werken wimmelt es von wesenloser Phantastik. Mit der Realität rechnet er überhaupt nicht.“ Daraufhin beschloss die Sozialistische Einheitspartei Deutschlands (SED) im März 1951 im Kunstschaffen der DDR mittels der neu gebildeten Staatlichen Kommission für Kunstangelegenheiten den Sozialistischen Realismus als allgemein verbindlich durchzusetzen. Dies führte im Rahmen des auch in Halle kampagnenartig intensivierten Formalismusstreites noch 1951 zum Ende der Lehrtätigkeit Crodels.

#### München, USA
Zum 1. April 1951 folgte Crodel einem Ruf als Professor für Malerei und Graphik an die Akademie der Bildenden Künste München, wo er bis zu seiner Pensionierung 1963 lehren sollte. Von 1953 bis 1973 wirkte Crodel zudem an der Münchner Kostümbibliothek und Schule für Kostümkunde Hermine von Parish.
Auch nach dem Umzug nach München 1951 schloss Crodel laufende baugebundene Werke ab (Mosaik, Kammer der Technik, 1952), wurde Mitglied der Neugründungen des Deutschen Werkbundes und des Deutschen Künstlerbundes. Er stellte in Halle und Altenburg aus, führte die Zusammenarbeit mit den HB-Werkstätten in Marwitz und dem Amt für Denkmalpflege in Halle weiter u. a. für Erfurt, Halberstadt, Magdeburg und führt seine Farbglasfenster in Quedlinburg und Weimar aus. 1959 arbeitete Crodel in München an Entwürfen für die Leipziger Universitätskirche St. Pauli.
In München entstand eine neue „Crodel-Schule“. Crodel stellte als Mitglied der Neuen Gruppe im Haus der Kunst und im Rahmen des Deutschen Künstlerbundes aus. Die Schwerpunkte seiner ausgeführten Fensterwerke lagen in den Kunstzentren Berlin, Hamburg und Frankfurt.
Hinzu kam 1958–1965 die Lehrtätigkeit als Gastprofessor in den USA. Crodel war Visiting Professor of Painting an der University of Louisville (Sommersemester 1958, Wintersemester 1960–1961 und 1964–1965; zunächst vermittelt durch seinen Freund Justus Bier) und der Pennsylvania State University im Wintersemester 1962–1963. Die Gastprofessuren begleiteten umfassende one man Ausstellungen aktueller Werke auch im North Carolina Museum of Art in Auseinandersetzung mit den seiner Flächenauffassung entsprechenden neuen Kunstströmungen. So konnte Crodel an der Emanzipation der Afro-American art mitwirken, sichtbar in den Ausstellungen seiner Schüler Sam Gilliam und Bob Thompson.
1966 lehrte auf seine Anregung hin der Fotograf Robert J. Doherty an der Münchener Akademie.
Eine Sonderstellung hat die zwischen 1959 und 1963 ausgeführte Künstlerstiftung für die Kreuzkirche in Bernterode Schacht, einem Ortsteil der Gemeinde Breitenworbis im Landkreis Eichsfeld in Thüringen ein. Den Flügelaltar malte Crodel in München aus, die vier Farbglasfenster in der Glasmalereianstalt Ferdinand Müller in Quedlinburg.
Das parallel zu den Amerikaaufenthalten ausgeführte Werk steht seit 1966 unter Denkmalschutz.
Eine eigene Werkgruppe bilden schließlich die Anfang der 1970er Jahre entstandenen Farbglasfenster in Högby, Malexander, Mjölby und Entwürfe für den Dom zu Linköping. Hier knüpfte Crodel an seine Schwedenreise von 1923 nach Östergötland an.
Zuletzt unterrichtete Crodel noch bis zu seinem Tode an der Münchener Kunstfachschule für Bühne und Mode und wirkte an der Berliner Akademie der Künste für den Will-Grohmann-Preis.
Am 28. November 1973 starb Charles Crodel in München, er liegt mit seiner Ehefrau auf dem Friedhof Kröllwitz in Halle begraben.
Die Städtische Galerie im Lenbachhaus München ehrte Crodel 1974 mit der Gedächtnisausstellung Charles Crodel 1894–1973, das Kulturgeschichtliche Museum Osnabrück 1975 das Teppichwerk mit der Ausstellung Charles und Elisabeth Crodel: Gestickte Bildteppiche, das Archiv für bildende Kunst im Germanischen Nationalmuseum, heute Deutsches Kunstarchiv 1976 Charles Crodel 1894–1973 mit Begleitpublikation.

#### Zusammenfassung
Charles Crodel wurde bereits frühzeitig als ein zur Architektur drängender Maler bezeichnet. Seine baubezogenen Werke sind einerseits auf abstrakten Grundlagen aufgebaute „proleptische“ Raumkunstwerke, die andererseits bildlich konkretisiert sind. Das Raumkunstwerk erscheint, als habe es die Architektur vorweggenommen.
Crodel setzte dabei strukturelle Methoden der Malerei ein, Flächenverteilungen, die in den Raum hineinwirken. Die von Crodel häufig verwendete Bildform des Triptychon beispielsweise setzt in der Glasarchitektur in ihren Lichtwirkungen räumliche Achsen. Flächenverteilungen kleiner Bildelemente – in der Art von Streublumenmustern oder durch die Streuverteilung von Bildfeldern – binden sowohl im Auflicht wie im Durchlicht der Glasarchitektur ganze Räume, weil die gestalteten Flächen als Ganzes wahrgenommen werden und damit als lichtgebende Raumbegrenzung der Architektur.
Auch die ikonographische Konkretisierung ist im abstrakten Aufbau und in der Farbkomposition vorweggenommen. Bei Crodels Aquarellen und Entwurfsskizzen und auch bei seinen Farbglasfenstern ist das besonders gut zu fassen. Die Werke sind zunächst Farbkompositionen, die erst durch die Überzeichnung konkret werden. Bei Aquarell und Entwurf sieht man gut, dass zuerst eine Primärfarbenkomposition aufgetragen worden ist und erst im zweiten Arbeitsgang die sinngebende, aber bereits in der Farbkomposition vorgegebene konkretisierende Zeichnung folgte. Ein Grundzug von Crodels Bildlichkeit ist dabei die Auseinandersetzung mit dem Fortleben von Kunstformen und Traditionen der in die Typologie mündenden antiken Bildsprache und deren Nachleben in modernen Texten und in der modernen Kunst. Crodel selbst sprach in Anlehnung an Ernst Cassirer von „Bildzeichen“. Seine kunstwissenschaftlichen Vorlesungen handelten dementsprechend auch von „Thomas Mann als Maler“. Crodels Schaffen konzentrierte sich auf ganze Gebäude erfassende, architekturgebundene Werke – mit raumbindenden, „textilen“ Konzepten der Gesamtverglasung und Wandmalerei (Katharinenkirche Frankfurt, Stadtkirche Friedberg). In einigen Fällen wird bei Glasfensterwerken das typologische Gesamtkonzept durch Tapisserien und Emailarbeiten ergänzt. Seit den 60er Jahren gelang es Crodel, die Glasarchitektur durch neue Verteilungskonzepte zu binden und liturgisch zu orientieren Hauptkirche Sankt Jacobi (Hamburg), St. Andreas (Braunschweig), Kilianskirche (Heilbronn), St. Petri (Magdeburg). In seiner farbigen Glasarchitektur vollendet sich das malerische Werk Crodels.
Crodels Bestreben, die Moderne ohne Bruch mit den kunsttechnischen Traditionen Europas fortzuführen, fand frühzeitig das Interesse der Denkmalpflegebehörden (Wiederherstellung der Kuranlagen von Bad Lauchstädt zusammen mit Hans Wittwer, 1932), was Crodel in seine Lehre einband und so aus der Verbindung von handwerklichen Traditionen und modernen Raumansprüchen dem Maler das Berufsfeld Restaurierung erschloss.
Eine kunsthistorische Zuordnung Crodels zur Verschollenen Generation und dem Expressiven Realismus berücksichtigt nicht hinreichend, dass Crodel zeitgleich in den großen Kunstzentren Berlin, Frankfurt, Hamburg und München und in beiden Teilen Deutschlands auch mit seinem architekturgebundenen Werk wirksam war. Eberhard Ruhmer rechnet Crodel der Reinen Malerei zu. Darüber hinaus hat Crodel durch seine Zusammenarbeit mit Hedwig Bollhagen und Wilhelm Wagenfeld auch bleibende formale Wirkung erzielt. Auch hier hat Crodel die künstlerisch-technischen Ausdrucksmöglichkeiten erweitert und private Lebenswelten geprägt.
Seine Tochter ist die Goldschmiedin Vera von Claer-Steckner geb. Crodel

### Mitgliedschaften
Charles Crodel war u. a. Mitglied der Freien Secession und der Berliner Secession, der Arbeitsgemeinschaft der Juryfreien Kunstausstellung Berlin sowie externes Mitglied der Münchener Neuen Gruppe, des Deutschen Künstlerbundes (1929 bis 1936, dann wieder ab 1950) und des Deutschen Werkbundes, in der Zeit des Nationalsozialismus obligatorisch der Reichskammer der bildenden Künste, der Akademie der Künste in Berlin (1956) und der Neuen Gruppe (München), des Vereins für Kunstwissenschaft und seit 1963 Ehrenmitglied der Akademie der Bildenden Künste München, Gast der Villa Romana in Florenz sowie 1968 Ehrengast der Villa Massimo in Rom.
An seine Wirkungszeit in Halle erinnern dort der Carl-Crodel-Weg und die Crodel-Halle der Moritzburg (Halle (Saale)).

### Bildnisse
- Gerhard Marcks: Charles Crodel, 1927, Bronze[75]
- Waldemar Grzimek: Charles Crodel, 1947[76]

## Werksübersicht
Deutschland

### Baugebundene Werke
Altäre
Flügelaltar in der Kirche zu Mutzschen, Flügelaltar in St. Marien (?) zu Ronneburg (Thüringen), Flügelaltar in der Kreuzkirche Bernterode-Schacht, Flügelaltar in St. Michaelis (Limbach/Vogtland). Erste Ältäre entstanden Anfang der zwanziger Jahre. Für Crodel ist der Altar eine erzählende Bildform, seinen Triptychen entsprechend (z. B. Märtyrer und Umwelt, um 1960).
Email
Altar in St. Martin Berlin-Kaulsdorf (Email), Altar Auferstehungskirche in Minden (Email), Gedenkplatte für Gefallene der Infanterie-Schule Dresden, heute im Ehrenhain der Offizierschule des Heeres in Dresden.
Glasmalerei
Die Glasmalerei hatte Crodel während seines Studiums in München 1914 bei Richard Riemerschmid kennengelernt und in Halle 1932 anlässlich der Erneuerung des Merseburger Domes in Zusammenarbeit mit der Glasmalereianstalt Ferdinand Müller wieder aufgegriffen. Seit den 1960er Jahren sind die Glasfenster eigenhändig ausgeführte und signierte Originale.
Glasschliff
Glasschliffsäulen (Detopak) mit Vergoldung im Gebäude des Bundesministeriums für das Post- und Fernmeldewesen in Bonn, 1954.
Mosaik
Mosaikwand der Kaiser-Friedrich-Gedächtniskirche in Berlin-Hansaviertel, Mosaikwand der Kirche St. Martin in Berlin-Kaulsdorf, Apsismosaik der Krankenhauskapelle des Sankt-Gertrauden-Krankenhauses in Berlin-Wilmersdorf, zwei Mosaikwände im ehemaligen Eingangsbereich des Verwaltungsgebäudes der Schott AG, Mainz und für das Rendsburger Frachtschiff Rantum (Schiff).
Wandmalerei
Crodels grundlegendes technisches Interesse erschloss immer wieder neue Malmaterialien. Das Erlebnis frischer Grabungsfunde in Griechenland führte zur Auseinandersetzung mit Wachs als Bindemittel in der Wandmalerei.
Griechenland und die Vertreibung der Türken von der Athenischen Burg (1925) Universität Jena, St. Martin 5,97 m × 4,60 m (1926), Haus zu den vier Jahreszeiten in Erfurt (früher Hospital am Schottenring); Sage der Erfurter Brunnenkapelle, Schlossmuseum Weimar (1927 von Wilhelm Köhler erworben, 1928 aus Jena nach Weimar überführt im Zweiten Weltkrieg beschädigt, im Obergeschoss immer noch unrestauriert hinter einer Wand verborgen). Von den 1933 bzw. 1936 in Bad Lauchstädt und Halle überstrichenen Wandbildern u. a. in der Crodel-Halle der Moritzburg (Halle (Saale)) sind bislang nur die Improvisationen der Burse zur Tulpe wiederhergestellt. 2014 war die Sanierung der Crodel-Halle auf Grundlage eines Förderprojektes der Deutschen Bundesstiftung Umwelt für 2018 vorgesehen.
Keramik
- Weißer Saal (139 m²) im Saalbau Essen (1954)
- Studentenwohnheim Schloss Biederstein München-Schwabing in Zusammenarbeit mit Harald Roth (1955).

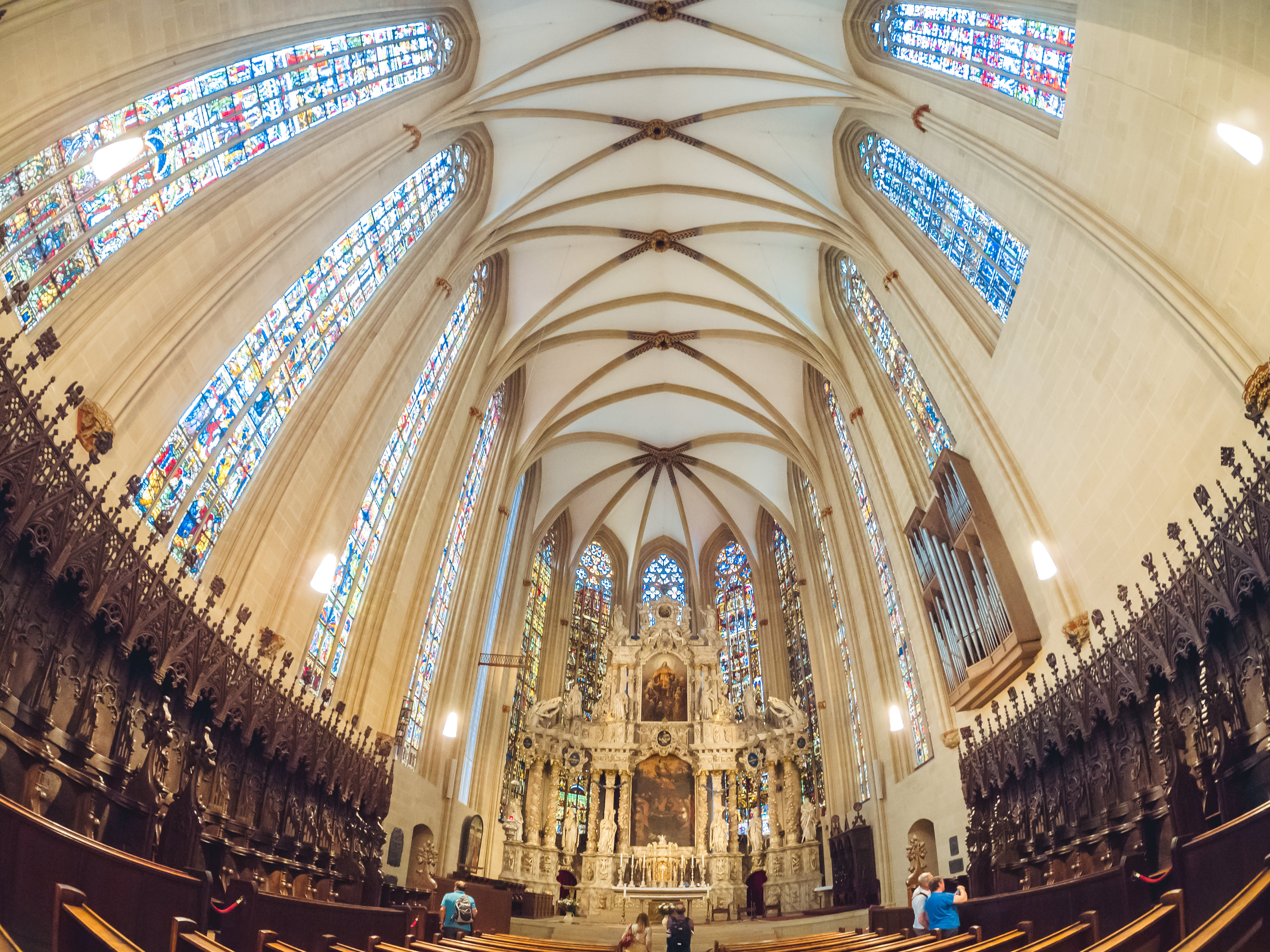
Erfurter Dom, Hochchor: rechts Crodels Elisabethfenster und Offenbarungsfenster (1960).

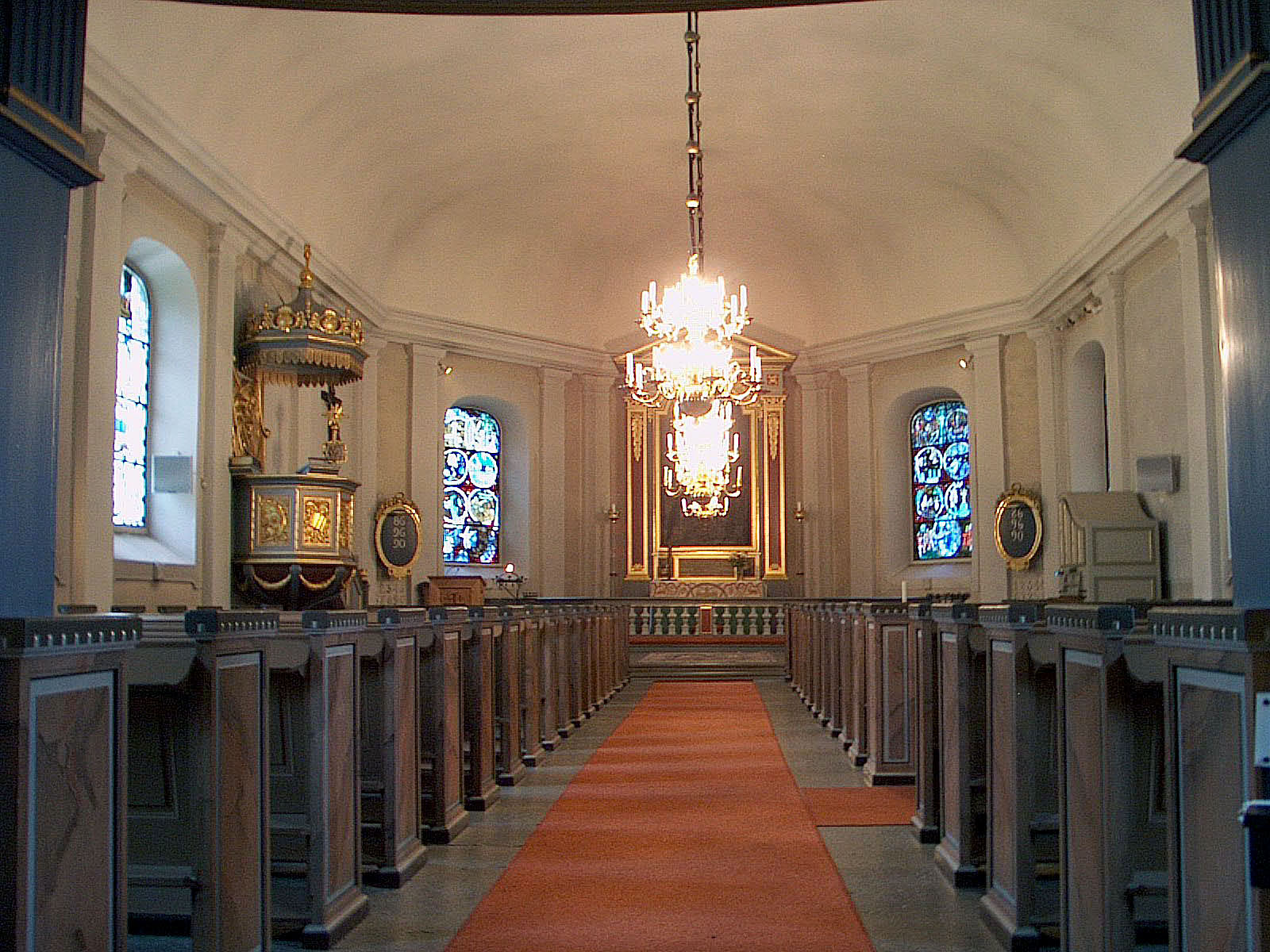
Gesamtverglasung Mjölby Kyrka in Mjölby, Schweden

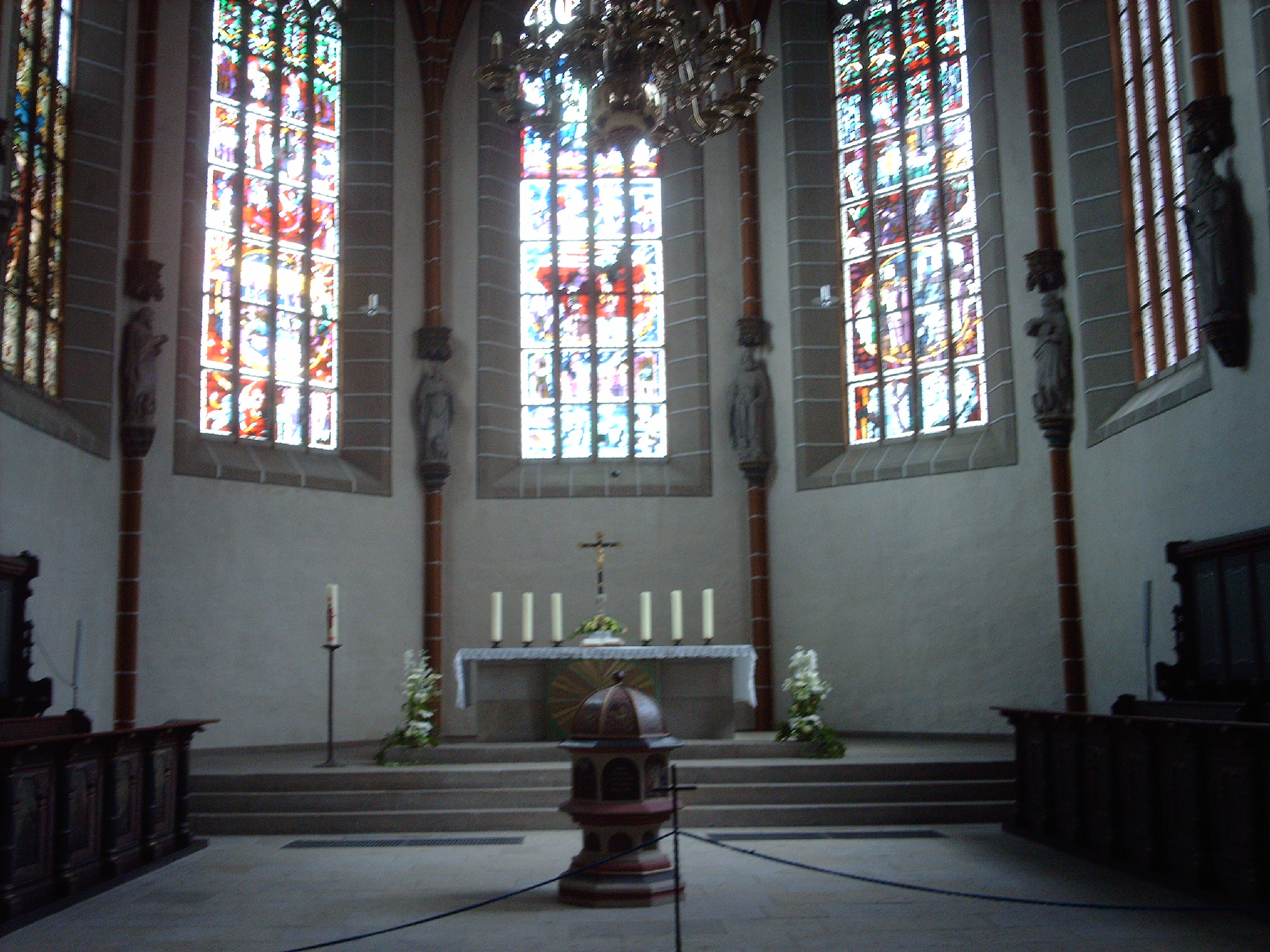
Gesamtverglasung Stadtkirche St. Georg (Schmalkalden)

### Industriedekor

#### Vereinigte Lausitzer Glaswerke
In den künstlerischen Laboratorien der Vereinigten Lausitzer Glaswerke entwickelte Crodel Dekore zur Veredelung von Pressglas mit teilweise patentierten Techniken. Es kamen Ätz- und Schliffverfahren zum Einsatz, Vergoldung und Bemalung. Das Musterbuch der Vereinigten Lausitzer Glaswerke AG (1939) enthielt u. a. geätzte Filigranbecher der Qualitätsmarke „Rautenmarke“ mit den geätzten Bordüren A 486, 487, 488: „Wie Gürtel aus silbrigen Fäden umschließen die leichten Schmuckmotive des Malers Crodel-Halle das Glas. Wir möchten mit diesen Gläsern den Beweis erbringen, daß auch die Ätztechniken – richtig angewandt – schön sein können.“

#### HB-Werkstätten für Keramik
Die Zusammenarbeit mit den HB-Werkstätten für Keramik entwickelte sich aus Crodels Kontakt zu den Steingutfabriken Velten-Vordamm und begann parallel zu seiner Mitwirkung in den Vereinigten Lausitzer Glaswerken.

#### Staatliche Porzellanmanufaktur Berlin
Von Halle aus nahm Crodel die Zusammenarbeit mit der Staatlichen Porzellanmanufaktur Berlin auf (Rhedensche Vase im Angermuseum, Erfurt) und entwickelte Dekore für technisches Porzellan.

### Das textile Werk in Zusammenarbeit mit Elisabeth Crodel
Gestickte Wandteppiche Crodels in Zusammenarbeit mit seiner Frau Elisabeth Crodel gibt es Kirchen- und Museumsbesitz in Europa und den USA. Das Textile gehörte zu Crodels Lehrprogramm. 1955 stellte das Contemporary Arts Museum Houston den in der Nürnberger Gobelin-Manufaktur ausgeführten Gobelin „Legende“ aus. Crodels gestickte Schutzmantemadonnen und Antependien sind Bestandteile seiner Kirchenraumkonzepte. Umfassende Ausstellungen des textilen Werkes zeigten der Kunstverein Coburg, das Kentucky Speed Art Museum in Louisville und das Kulturgeschichtliche Museum Osnabrück in der dortigen Dominikanerkirche. Das Teppichwerk von Charles und Elisabeth Crodel – von Fiebig ist 2023 umfassend publiziert, 332 S., 644 Abb.

### Porträts (Auswahl)
- Wilhelm Worringer und Herbert Koch, Farbholzschnitt, 1922[93]
- Hedwig Bollhagen
- Theodor Däubler, Holzschnitt[94]
- Justus Bier
- Marguerite Friedlaender
- Walter Hasenclever
- Gerhard Marcks
- Hans Purrmann
- Richard Riemerschmid[95]
- Erich Schott[96]
- Hayo Vierck, Privatbesitz.

### Veröffentlichungen
- Erschreckliche Geschichte vom Hühnchen und vom Hähnchen (aus des Knaben Wunderhorn) geschrieben und gezeichnet von Carl Crodel. E. A. Seemann, Leipzig 1949 (signierte und unsignierte Ausgabe; selten, da kurz nach Erscheinen im Zuge des Formalismusstreites verboten und eingestampft).
- Pilgerfahrt zu Edvard Munch 1934. In: Erhard Göpel: Edvard Munch. Selbstbildnisse und Dokumente. Hamburg 1955, S. 54–61.
- Zu Schwabing und den Schwabinger Bildern von Stevan Vukmanovic. In: Schwabing. Ein Bilderbuch gemalt von Stevan Vukmanovic. München März 1958.
- Albert Ebert. In: Panorama 3, 1959, Nr. 5, S. 5.
- Die »Nicht gehaltene Rede« von Charles Crodel (1894–1973). Dokumente einer Kollegenfreundschaft. In: Gerhard Marcks, 1889–1981: Retrospektive. München 1989, S. 128f.
- Ausstellungseröffnung. In: Urd von Hentig. Werkverzeichnis 1952–1990. Heidelberg 1990, S. 13–15.

### Liste der Bauten mit Werken von Charles Crodel
- Alsfeld:
  - Dreifaltigkeitskirche, Buntglasfenster der Gesamtkirche
  - Walpurgiskirche, Buntglasfenster der Gesamtkirche[97]
- Augsburg, Refektoriumfenster im Mutterhaus der Kongregation der Barmherzigen Schwestern vom hl. Vinzenz von Paul
- Bad Lauchstädt, Wandmalerei im Goethe-Theater und im Kursaalanbau im Rahmen der Erneuerung der Kuranlagen zum Goethe-Jahr 1932, im Sommer 1933 zerstört
- Bargstedt (Niedersachsen): ev. Kirche St. Primus, Glasfenster mit 8 Feldern zur biblischen Heilsgeschichte, 1972
- Bayrischzell:
  - Tannerhof, Mosaik und Glasschliff, 1953
  - Finanzamt in der Gebirgsjäger-Kaserne, Wandmalereien, 1953
- Berlin:
  - Kaiser-Friedrich-Gedächtniskirche
  - Deutscher Bundestag, Jakob-Kaiser-Haus, ehemals Kammer der Technik, Mosaik Wer leuchten will, muß selber brennen, 1951–1952 von der Mosaikwerkstatt Heinrich Jungebloedt ausgeführt, 2012 wieder freigelegt
  - Evangelisch-Lutherische Kirche Annenstrasse, Berlin-Mitte[98]
  - St. Hedwig-Krankenhaus, Annenkapelle[99][100]
  - Berlin-Tiergarten: Gebäude der Jugoslawischen Botschaft, 1946–1947 Glasschliffarbeiten
  - Berlin-Spandau: Bruno-Gehrke-Sporthalle[101]
  - Dorfkirche Britz
  - Berlin-Heinersdorf
  - Berlin-Kaulsdorf: St. Martin[102]
  - Berlin-Neukölln: Wandmosaik und Glasfenster für die Privat- und die Werkswohnung (Vereinigte Werkstätten für Mosaik und Glasmalerei) Hans Wagner, 1950, zerstört, Probemosaik erhalten.
  - Berlin-Wilmersdorf, St. Gertrauden-Krankenhaus, Kapelle
  - Stephanus-Stiftung, Farbverglasung 1949–1951[103]
  - St. Mauritius (Berlin).
- Kreuzkirche (Bernterode) im Kreis Eichsfeld, Flügelaltar und Farbglasfenster.
- Bestenheid (Wertheim): Martin-Luther-Kirche, Gesamtverglasung; nördliches Chorfenster: Glasmacher, Westfenster: Stiftung Dr. Hans Löber; Deckenbeleuchtung mit plastischen Glasfischen von Crodel; Probescheibe für Erich Schott
- Bonn:
  - Bundesministerium für das Post- und Fernmeldewesen, 10 Glasschliffsäulen, 1954[104]
  - Martinskirche in Bad Godesberg-Muffendorf[105]
- Braunschweig: St. Andreas[106]
- Bremen: Bremer Dom[107]
- Delitzsch: Hospitalkirche St. Georg (Chorverglasung 1950 in Zusammenarbeit mit der Glasmalereianstalt Ferdinand Müller entstanden, nach zwischenzeitlicher Sicherung des Restbestandes im Schloss Delitzsch im Jahre 2019 wieder in der Hospitalkirche)
- Elmshorn: Thomaskirche
- Erfurt:
  - Erfurter Dom[108]
  - Schottenkirche
  - Angermuseum (bemalte Türfüllungen des Rokkoraumes v. Spangenberg; Farbglasfenster für den zerstörten Porzellanmuseum)[109]
  - Großes Hospital Wandbild St. Martin und Barmherziger Samariter im Brunnenraum nach einer Ausschreibung des Magistrats (1926).
- Essen
  - Saalbau Essen, Weißer Saal, Fayencemalerei[110]
  - Grugapark, Garten-Keramik, HB-Werkstätten[111]
- Frankfurt am Main:[112]
  - Dreikönigskirche[113]
  - St.-Jakobs-Kirche, Gesamtverglasung mit Themen der Jakobslegende (Hühnerwunder)
  - Katharinenkirche[114]
  - Peterskirche, Sachsenhausen[115]
  - Verwaltungsgebäude für die Deutsche Treuhandgesellschaft in Frankfurt am Main, Beethovenstraße, Treppenhausfenster
  - Frankfurt-Bockenheim, Privathaus Theo Kellner
  - Frankfurt-Sachsenhausen
- Friedberg (Hessen): Stadtkirche
- Fulda-Horas: St. Bonifatius[116]
- Halberstadt
  - Dom zu Halberstadt[117]
  - Franziskanerkloster Halberstadt
- Halle (Saale):
  - Stadthaus, Fensterwerk: Jahreszeiten
  - Burse zur Tulpe, Musikzimmer, 1936 zerstört, 1993 wiederaufgedeckt[118]
  - Moritzburg (Halle (Saale)), Crodel-Halle, 1936 überstrichen
  - Standesamt Süd, 1936 zerstört[119]
  - Gänse-Brunnen Kröllwitz, 2018 wiederhergestellt[120]
  - Moritzkirche, Gesamtverglasung 1947, wegen der Währungsreform nicht verwirklicht
  - Ulrichskirche, Gesamtverglasung, wegen der Währungsreform nicht ausgeführt
- Hamburg:
  - St. Jacobi – ein Probeglasfenster zur Hauptkirche St. Jacobi im Museum für Kunst und Gewerbe in Hamburg
  - Matthäuskirche
  - St. Marien (Hamburg-Ohlsdorf)
- Handewitt: Dorfkirche
- Hannover-Ricklingen: Glasmalereien in der Edelhofkapelle
- Heilbronn: Kilianskirche[121]
- Hennigsdorf bei Berlin, Martin-Luther-Kirche
- Hildesheim:
  - St. Michaelis, Westchorfenster[122]
  - Trillke-Gut, Wandmalerei in der Lungenheilstätte Dr. Paul Troch (1887–1953), um 1950[123]
- Högby: Högby kyrka (Östergötland), Schweden[124]
- Jena:
  - Friedrich-Schiller-Universität Jena: Wandbild über dem früheren Eingang zum Archäologischen Museum: Griechenland und die Vertreibung der Türken von der Athenischen Burg, bez. Crodel 1925
  - Villa Otto Schott, vor Ort Kamin mit Steinschnitt erhalten.
- Kleinmachnow Neue Hakeburg: Wandbilder mit Keramik, Messingtür mit Mond und Milchstraße
- Klostermansfeld: Klosterkirche
- Königs Wusterhausen: Kreuzkirche
- Köln:
  - Kölner Dom 1951: 1. Preis der Konkurrenz zum Querhaus-Südfenster (nicht ausgeführt)
  - Kartäuserkirche[125]
  - Museum für Angewandte Kunst Köln, Privatfenster der Galerie Ferdinand Möller[126]
- Köthen: St. Maria Himmelfahrt (Köthen), 1963[127]
- Konstanz: Malhaus-Apotheke Bruno Leiner, Eingangs-Mosaik Paradiesstr. 1 (1944)
- Leipzig: Paulinerkirche (Leipzig)[128]
- Limbach: Altar
- Lüneburg: St. Johannis
- Magdeburg: St. Petri[129]
- Mainz: Verwaltungsgebäude der Schott AG Mainz, Eingang des Verwaltungsgebäudes V1: Stammwerk Jena und Glasmacher, Natursteinmosaik
- Malexander: Malexander kyrka (Östergötland), Schweden[130]
- Marwitz bei Velten, Wohnhaus Hedwig Bollhagen, Glasschliff, Fayencemalerei und Baukeramik.
- Merseburg: Merseburger Dom
- Mjölby: Mjölby kyrka (Östergötland), Schweden[131]
- Minden: Auferstehungskirche: Altar, Email
- München:
  - Wohnheim Biederstein: Keramikwand[132]
  - Münchner Waisenhaus: Mosaikschmuck für Raumstützen und Keramikwand
- Mutzschen, Stadtkirche: Flügelaltar
- Naumburg: Naumburger Dom[133]
- Nieder Neuendorf: Dorfkirche
- Niehagen: Supraporte im Wohnhaus Gerhard Marcks
- Pforzheim: St. Michael[134]
- Potsdam: Sankt-Josefs-Krankenhaus, Kapelle
- Rochester, USA: Mayo Clinic, Mosaik, Entwürfe 1950
- Roth bei Prüm: St. Leonhard, 1970
- Salzhausen: Dorfkirche
- Sangerhausen: Herz-Jesu-Kirche
- Schmalkalden: St. Georg[135]
- Trier: St. Gangolf
- Weimar, Weimarer Stadtschloss, Wandbild, 1927 von Direktor Wilhelm Koehler in Jena erworbene Studie zur Gründungssage der Brunnenkapelle Erfurt[136]
- Weißwasser/Oberlausitz, Farbglasfenster für das von Ernst Neufert 1936 gebaute Wohnhaus Dr. Bruno Kindt, dann Wilhelm Wagenfeld, teilweise erhalten.
- Wertheim: Martin-Luther-Kirche (Bestenheid)
- Wittingen-Suderwittingen: Dreikönigskapelle

### Museen und öffentliche Sammlungen mit Werken von Charles Crodel
- Lindenau-Museum, Altenburg, Graphik.
- Akademie der Künste, Berlin, Vesuvlandschaft. Öl; etwa 1951 und weitere Werke.
- Kunstgewerbemuseum Berlin, Glas und Keramik.
- Nationalgalerie Berlin, u. a. Erfurter Dom und Severikirche, 1929; Karussell, 1966, Am Vogelhaus, Aquarell sowie 24 Graphiken im Kupferstichkabinett; vgl. Beschlagnahmeinventar „Entartete Kunst“.
- Graphothek Berlin 14 Blatt Graphik und Zeichnungen.[137]
- Gerhard Marcks Haus, Bremen, mehrere Gemälde, darunter enkaustische Malterei: Emil Utitz, Woldemar Graf Uxkull-Gyllenband und Gerhard Marcks (1931); Holzschnitt: Keramische Werkstatt des Weimarer Bauhauses auf der Dornburg.
- Veste Coburg, Coburg. Graphik.
- Luther College, Decorah, Iowa. Henri Friedlaender Collection, „Women pouring water“ und Graphik von Franz Wildenhain und Marguerite Friedlaender aus den von Crodel geleiteten Druckwerkstätten der Burg Giebichenstein (stilistisch im Anschluss an Crodel und Marcks).[138]
- Leopold-Hoesch-Museum, Düren, 15 Gemälde, teilweise in Zusammenhang mit der Juryfreien Kunstschau in Berlin erworben.
- Angermuseum, Erfurt. Der Katalog „Angermuseum Erfurt“, Erfurt 1986 führt 23 im Zuge der Aktion „Entartete Kunst“ 1937 beschlagnahmte Werke auf.[139] Der heutige Bestand enthält u. a. die von Crodel bemalte Gruppe Griechinnen von Gerhard Marcks (1931), Crodels Kopenhagen (1938) sowie 5 weitere Bilder, 6 Graphiken und 9 Aquarelle und 1 Stickerei von Charles und Elisabeth Crodel, ferner Porzellan; vgl. Beschlagnahmeinventar „Entartete Kunst“
- Schloss Gifhorn, Entwürfe zum Fensterwerk in der Schlosskapelle.[140]
- Kunstsammlung der Universität Göttingen, Druckgraphik
- Stiftung Moritzburg, Bilder, Graphik, Glas, Keramik.[141] Wandbild in der Crodelhalle (noch nicht wiederhergestellt).[142]
- Hamburger Kunsthalle, Graphik.
- Museum für Kunst und Gewerbe Hamburg, u. a. Probeglasfenster St. Jacobi; Bodenvase.
- Stadtmuseum Jena, Farbholzschnitt Wilhelm Worringer und Herbert Koch.
- Jenaer Kunstverein, Gemälde Delphi und die Phaedriaden, Phaedriaden am Berg Parnass, Griechenlandreise 1925, erworben 1929.
- Grassimuseum, Leipzig, Glas.
- Badisches Landesmuseum in Karlsruhe, Serienstücke und Einzelstück der VLG, Weißwasser.
- Museum für Angewandte Kunst Köln, Farbglasfenster.[143]
- Museum der bildenden Künste Leipzig, Frau mit schwarzem Spitzenschal und Lithographie: Erfurt mit Sichelmond.
- Allen R. Hite Art Institute der University of Louisville, Graphik (Holzschnitt Wilhelm Worringer und Herbert Koch), erworben aus der Ausstellung Charles Crodel 1958[144] sowie Akt-Zeichnungen aus dem Unterricht.[145]
- Behnhaus, Lübeck, Gemälde „Die Amalienburg in Kopenhagen“; vgl. Beschlagnahmeinventar „Entartete Kunst“.
- Kulturhistorisches Museum Magdeburg, Gemälde Laternenfest in Halle.
- Kunsthalle Mannheim, Graphik, Glas, Keramik und Email.
- Milwaukee Art Museum, Graphik.[146]
- Pinakothek der Moderne, München: Frühlingstag bei Beuerberg in Oberbayern, 1915; Purrmann zwischen Bildern, 1956; Alpenlandschaft mit Regenbogen, 1957 (Elisabeth Crodel zum Gedächtnis); Malkurse im Winter 1963.
- Staatliche Graphische Sammlung München, Graphik.
- Städtische Galerie im Lenbachhaus München. Märchenerzähler (Tunisreise 1935) und 8 weitere Werke (u. a. Cafe Langelinie in Kopenhagen, 1927 und Bildnis Edvard Munch, 1934).
- Germanisches Nationalmuseum Nürnberg, Gemälde Ochsengespann in Abruzzenlandschaft, 1954.[147]
- Landesmuseum für Kunst und Kulturgeschichte Oldenburg, Graphik.
- Landesmuseum für Kunst und Kulturgeschichte (Schleswig), Zyklus der Vier Elemente, geschaffen für die Ausstellung der Burg Giebichenstein in der Neuen Sammlung in München („Kunstgewerbeschule Halle“ vom 12. Mai bis 17. Juni 1928).
- Bibliothèque nationale de France, Cabinet des estampes, Paris, Graphik.
- Museum of Modern Art, New York[148]
- North Carolina Museum of Art, Raleigh, Gemälde „Mexican Painter“ (1961).[149]
- Virginia Museum of Fine Arts, Richmond. The Ludwig and Rosy Fischer Collection vier Graphiken.[150][151]
- Thüringisches Landesmuseum Heidecksburg, Rudolstadt, Gemälde Die Kinderprozession (1947)[152]
- Kunsthalle Schweinfurt, Sammlung Joseph Hierling, Gemälde von 1949.
- Museum Ulm, Aquarell.
- Weimarer Stadtschloss, Museum Druckgraphik; vgl. Beschlagnahmeinventar „Entartete Kunst“. Fresko, 1927 überführt von Jena durch Wilhelm Koehler, dem Gründungsdirektor der Staatlichen Kunstsammlungen. Dokumentiert von Walther Scheidig.

## Nachlass
Der schriftliche Nachlass kam seit 1974 in das Deutsche Kunstarchiv im Germanischen Nationalmuseum (u. a. 20 Tagebuchbände mit Zeichnungen und größeren Aquarellen). Weitere Bestände befinden sich in der Akademie der Künste in Berlin und der Universität von Louisville.

## Wirkung
Bereits in Jena bildete sich um Crodel, der dem Vorstand des Jenaer Kunstvereins angehörte und die Kunstvereine Mitteldeutschlands zu einem Verbund zusammenbrachte, die Thüringer Gruppe (Ausstellungen u. a. in Hamburg). Sein Wirken in Halle seit 1927 war mit seiner Berliner Präsenz als Mitglied u. a. der Berliner Sezession verbunden. Nachhaltig wirkte Crodel auf die serienbezogene Dekorentwicklung in der Glas- und Keramikindustrie sowie die Kunstentwicklung der DDR und die Münchner Malerei. Auch für seine Monumentalarbeiten und Ausstellungen hatte die damals bestehende innerdeutsche Grenze keine Bedeutung. Crodels Glasfensterwerk und baubezogene Keramik gehört zu den bedeutendsten Bildschöpfungen der Moderne in Deutschland.

## Schüler
Crodel hatte einen umfangreichen Schülerkreis an der Burg Giebichenstein Halle, der nach Crodels Entlassung 1933 bis 1938 in der Privatwohnung von Paul Frankl weiterbestand, vermutlich an der Städelschule in Frankfurt sowie nach 1945 in Dresden, Berlin und Halle sowie an der Münchener Akademie und in den Vereinigten Staaten an der University of Louisville, Kentucky und an der Pennsylvania State University. Crodel unterrichtete auch an kleineren Institutionen u. a. in Mannheim und an der Münchner Schule für Kostümkunde und Design Hermine von Parish.
Schüler waren u. a.: Gerlach Gottfried Bommersheim, Kurt Bunge, Friedrich Decker, Albert Ebert, Brigitte und Heinz Felsch, Bernhard Franke, Fritz Freitag, Sam Gilliam, Karin Hamann, Irene Hein, Rudolf Heinrich, Max Herrmann, Mahmoud Javadipour, Heidi Manthey, Otto Müller, Willi Neubert, Karl Rödel, Hans Rothe, Helmut Schröder (Maler), Eberhard Schweigert, Jochen Seidel, Carl Helmut Steckner, Gerhart Teutsch, Günther Teutsch, Bob Thompson, Julius Tinzmann, Hubert Vogl, Stevan Vucmanovic, Hannes H. Wagner, Hubert Wittmann und Klaus von Woyski.

## Malerei und Literatur
Crodels Verständnis der Bildzeichen eröffnete den Blick auf die Gemeinsamkeiten von Literatur und Malerei, die er in seinen Vorträgen beispielsweise über Thomas Mann als Maler vermittelte und in freundschaftlichen Kontakten etwa zu Hanna Kiel (1898–1988) vertiefte. Er unterstützte dementsprechend auch den Weg seiner Schüler von der Malerei zur Literatur, so bei Julius Tinzmann.

## Sicher belegte Teilnahme an Ausstellungen in der Zeit des Nationalsozialismus
- 1933: Magdeburg, Haus des Kunstvereins, und Saarbrücken, Heimatmuseum („Deutscher Künstlerbund. Erste Ausstellung“)
- 1933: Berlin, Galerie Möller („30 Deutsche Künstler“)
- 1933 und 1934: Hannover, Künstlerhaus (101. und 102. „Große Frühjahrsausstellung“ des Kunstvereins Hannover)
- 1936: Hamburg („Malerei und Plastik in Deutschland“)[161]

### Werkverzeichnisse
- Verzeichnis der Ausstellungen:
  - Liste der Ausstellungen zu Lebzeiten[162]
  - 2010 Universität Saarbrücken[163]
- Verzeichnis baugebundener Werke und zugleich Index der 20 Werk-Tagebücher Version 2009: www.geocities.ws, oocities.org, Charles Crodel (1894–1973): Werkverzeichnis baugebundene Werke (Memento vom 5. März 2006 im Internet Archive)
- Verzeichnis der Gemälde: Erika Lehmann: Graphik, Malerei und Kunsthandwerk von Charles Crodel. Umfeld, Leben und Werk. Dissertation Halle 1984, Band 2, S. 129–186 (1209 Nummern).
- Verzeichnis der Graphik: Cornelius Steckner: Charles Crodel. Das graphische Werk. Ketterer, München 1985.
- Verzeichnis der monumentalen Bildkeramik: Cornelius Steckner: Charles Crodel's monumentale Bildkeramik. In: Keramos Heft 164, 1999, ISSN 0453-7580, S. 59–80.
- Charles Crodel: Verzeichnis der Botho-Graef-Stiftung Ernst Ludwig Kirchners (Jenaer Kunstverein).
- Cornelius Steckner und Friederike Naumann-Steckner: Charles und Elisabeth Crodel. Das Teppichwerk, Köln 2023, ISBN 978-3-949400-10-0.

### Monografien und Beiträge
- Emil Utitz: Charles Crodel. In: Kunst und Künstler 29, 1931, S. 419–422 (Digitalisat).
- Crodel, Carl (Charles). In: Hans Vollmer (Hrsg.): Allgemeines Lexikon der bildenden Künstler des XX. Jahrhunderts. Band 1: A–D. E. A. Seemann, Leipzig 1953, S. 494–495 (Textarchiv – Internet Archive – Leseprobe).
- Charles Crodel. 1894–1973. Vorwort von Alfred Hentzen, mit Beiträgen von Wolf-Dieter Dube, Doris Schmidt und Hans Kinkel. Bruckmann, München 1974, ISBN 3-7654-1615-0 (mit einem Werkverzeichnis Crodels, S. 9–11 Wolf-Dieter Dube: Dank an Charles Crodel).
- Charles und Elisabeth Crodel: Gestickte Bildteppiche. Hildegard v. Portatius: Geknüpfte Bildteppiche. Ausstellungskatalog. Kulturgeschichtliches Museum, Osnabrück 1975.
- Gisela Reineking von Bock: Meister der deutschen Keramik 1900–1950. Ausstellungskatalog, Köln, Overstolzenhaus-Kunstgewerbemuseum der Stadt Köln, 10. Februar bis 30. April 1978. Kunstgewerbemuseum, Köln 1978, S. 88–90.
- Hans Kiessling: Malerei heute. 127 Künstler und 127 Farbtafeln und Kurzbiographien aus der Kunstszene München von 1953–1978. Ein zeitgenössischer regionaler Überblick für Sammler und Liebhaber. Langen-Müller, München u. a. 1979, ISBN 3-7844-1746-9, S. 42–45.
- Erika Lehmann: „Grundsätzliche Frage: Muss ich malen? Könnte ich leben, ohne zu zeichnen ….“ Zum Leben und Schaffen von Charles Crodel. In: Bildende Kunst, Berlin, 1/1979, S. 16–21.
- Hans Kiessling (Hrsg.): Begegnung mit Malern. Münchner Kunstszene 1955–1980. EOS, St. Ottilien 1980, ISBN 3-88096-081-X, S. 156–159.
- Wolfgang Hütt: Carl Crodel. Verlag der Kunst, Dresden 1981 (Maler und Werk).
- Hans Kiessling (Hrsg.): Maler der Münchner Kunstszene 1955–1982. EOS, St. Ottilien 1982, ISBN 3-88096-175-1, S. 74–79.
- Erika Lehmann: Graphik, Malerei und Kunsthandwerk von Charles Crodel: Umfeld, Leben und Werk. Dissertation. Halle/Saale 1984.
- Cornelius Steckner: Charles Crodel. Das graphische Werk. Ketterer, München 1985.
- Matthias Arnold: Charles Crodel. In: Die Weltkunst, 58, 1988, S. 1798–1801
- Joachim Proescholdt: Dein Himmel ist wie ein Teppich. Glasmalereien von Charles Crodel in Frankfurt am Main. Kramer, Frankfurt am Main 1988, ISBN 3-7829-0362-5.
- Martina Rudloff, Cornelius Steckner: Gerhard Marcks und Charles Crodel. Eine Künstlerfreundschaft. 1921–1933. Gerhard-Marcks-Stiftung, Bremen 1992, ISBN 3-924412-16-2.
- Katja Schneider: Burg Giebichenstein. Die Kunstgewerbeschule unter Leitung von Paul Thiersch und Gerhard Marcks 1915 bis 1933 (= Artefact 2). VCH, Weinheim 1992, ISBN 3-527-17725-6.
- Horst Ludwig: Münchner Maler im 19./20. Jahrhundert. Band 5: Achmann–Kursell. Bruckmann, München 1993, ISBN 3-7654-1805-6, S. 157–160.
- Brigitte Klesse: Zwei Glasfenster von Charles Crodel für Ferdinand Möller (Kunsthändler): Kölner Museums – Bulletin. Berichte und Forschungen aus den Museen der Stadt Köln 3, 1997, S. 21–34.
- Cornelius Steckner: Charles Crodel und Hedwig Bollhagen, die Dornburg, Burg Giebichenstein und die Anfänge der HB-Werkstätten. In: Mitteldeutsches Jahrbuch für Kultur und Geschichte, 16, 2009, S. 151–164.
- Marina Flügge (Hrsg.): Glasmalerei in Brandenburg. Vom Mittelalter bis ins 20. Jahrhundert (= Forschungen und Beiträge zur Denkmalpflege im Land Brandenburg 1). Wernersche Verlagsgesellschaft, Worms 1998, ISBN 3-88462-200-5.
- Volker Frank: Crodel, Carl (Charles). In: Allgemeines Künstlerlexikon. Die Bildenden Künstler aller Zeiten und Völker (AKL). Band 22, Saur, München u. a. 1999, ISBN 3-598-22762-0, S. 283.
- Cornelius Steckner (Hrsg.): Hedwig Bollhagen – Charles Crodel. Briefe und Zeichnungen (= BM-Reihe 3). Müller, Großpösna 2003, ISBN 3-9808809-0-7.
- Katharina Heider:  Vom Kunstgewerbe zum Industriedesign. Die Kunsthochschule Burg Giebichenstein in Halle (Saale) von 1945 bis 1958. Verlag und Datenbank für Geisteswissenschaften, Weimar 2010, ISBN 978-3-89739-672-2.
- Crodel, Charles. In: Dietmar Eisold (Hrsg.): Lexikon Künstler in der DDR. Verlag Neues Leben, Berlin, 2010, ISBN 978-3-355-01761-9, S. 136
- Charles Crodel. Malerei Mit Texten von Cornelius Steckner und Dorit Litt sowie Beiträgen von Fritz Marutzky S. 28f. und Irene Hein S. 32. Kunsthalle „Talstraße“, Halle (Saale) 2012, ISBN 978-3-932962-70-7.
- Friederike Schuler: Im Dienste der Gemeinschaft. Figurative Wandmalerei in der Weimarer Republik, Tectum Verlag, Marburg 2017, ISBN 978-3-8288-3768-3.
- Cornelius Steckner: Charles Crodel. Das Musikzimmer. Ein kulturgeschichtlicher Rückblick auf Stadt und Universität Halle vor 1933, Köln 2023, ISBN 978-3-949400-02-5.
- Cornelius Steckner: Charles Crodel. St. Andreas zu Braunschweig: Das Fensterwerk. Zum 130. Geburtstag, Köln 2024, ISBN 978-3-949400-20-9.

Ausstellungskataloge
- Paintings and graphic work by Charles Crodel. Catalog of an exhibition of work by Charles Crodel presented by the University of Louisville, Allen R. Hite Institute, October 6–28, 1958 mit Texten von Justus Bier und Charles Crodel (Digitalisat).
- Carl Crodel. Malerei – Graphik – Kunsthandwerk. Staatliche Galerie Moritzburg, Halle 1982, (Staatliche Galerie Moritzburg Halle, 27. Juli – 10. Oktober 1982, Galerie am Fischmarkt Erfurt, 19. Dezember 1982 bis 13. Februar 1983), (darin: Volker Wahl: Carl Crodels frühe Zeit in Jena 1909 bis 1927, S. 7–13; Erika A. Lehmann: Zum malerischen Werk von Carl Crodel, S. 13–17; Cornelius Steckner: Das Schicksal der Arbeit von Carl Crodel zum Goethejahr 1932 in Bad Lauchstädt, S. 19–22, Dokumente zum Fall Lauchstädt, S. 23–27; Heinz Schönemann: Carl Crodel und Hedwig Bollhagen. Keramik, S. 28–32); Redaktion: Jürgen Scharfe, Gestaltung: Helmut Brade. Einleger: Die ausgestellten Arbeiten, S. 1–13, Ausstellungen, S. 13–14, Bibliographie, S. 14–16.
- Cornelius Steckner: Ch. Crodel. Kunst, Handwerk, Industrie. Kulturamt der Stadt Hannover, 1983. (Die Publikation erschien zur Crodel-Ausstellung 1983 in Hannover. Darin Lebenschronik und Beiträge von Karl Schefold, Katja Schneider, Margarete Jarchow und Cornelius Steckner.)
- Charles Crodel zum 90. Geburtstag. Gemälde, Aquarelle, Zeichnungen; Dauer der Ausstellung 7.–28. September 1984. Galerie Wolfgang Ketterer, München 1984.
- Katja Schneider: Charles Crodel – Kunsthandwerk. Zum 100. Geburtstag. Staatliche Galerie Moritzburg Halle, 16. September – 27. November 1994. Staatliche Galerie Moritzburg, Halle 1994, ISBN 3-86105-116-8.
- Cornelius Steckner und Friederike Naumann-Steckner: Charles und Elisabeth Crodel. Das Teppichwerk, Köln 2023, ISBN 978-3-949400-10-0.